# Diori Hamani nemzetközi repülőtér
A Diori Hamani nemzetközi repülőtér Niger legnagyobb nemzetközi repülőtere. A repülőteret Niger első elnökéről, Diori Hamaniról nevezték el. Éves utasforgalma 327 538 fő (2017).

## Fekvése
A főváros, Niamey központjától 8 km-re délkeletre található.

## Légitársaságok és célállomások
Az alábbi légitársaságok üzemeltetnek járatokat a repülőtérre (2008-ban, zárójelben a célállomással):
- Air Algérie (Algír)
- Air Burkina (Abidjan, Ouagadougou)
- Air France (Ouagadougou, Párizs)
- Air Ivoire (Abidjan)
- Air Senegal International (Bamako, Dakar)
- Afriqiyah Airways (Cotonou, Ouagadougou, Tripoli)
- Royal Air Maroc (Casablanca, Libreville)

## Forgalom
Az utasforgalom az elmúlt években az alábbi módon változott:
| Utasok száma | 139 943 | 154 460 | 164 388 | 178 223 | 215 872 | 246 544 | 282 453 | 290 165 | 327 538 | 363 093 |
|              | 2008    | 2009    | 2010    | 2011    | 2012    | 2014    | 2015    | 2016    | 2017    | 2019    |

## Fordítás
- Ez a szócikk részben vagy egészben  a   Diori_Hamani_International_Airport című angol Wikipédia-szócikk fordításán alapul.  Az eredeti cikk szerkesztőit annak laptörténete sorolja fel. Ez a jelzés csupán a megfogalmazás eredetét és a szerzői jogokat jelzi, nem szolgál a cikkben szereplő információk forrásmegjelöléseként.